# دايفيد لين
دايفيد لين (بالإنجليزية: David Lane) (و. 1938 – 2007 م) هو سمسار عقارات، وصحفي أمريكي، ولد في ودين، وكان عضوًا في كو كلوكس كلان، توفي في تير هوت، عن عمر يناهز 69 عاماً، بسبب اضطراب عصبي.